# Johan Kody
Johan Ernest Bitjaa Kody (nacido el 3 de abril de 1993 en Yaundé, Camerún), conocido simplemente como Johan Kody, es un jugador de baloncesto camerunés que juega en las filas del Units Pel Bàsquet Gandía de la Liga LEB Plata. Con 2 metros y 8 centímetros de estatura, juega en la posición de pívot.

## Trayectoria
Reclutado para las categorías inferiores del Bàsquet Manresa, perteneció a la disciplina del CB Sabadell Sant Nicolau, filial de aquel, desde 2011. Con el club manresano llegó a disputar un total de 25 partidos en Liga ACB en las temporadas 2012/13 y 2013/14, alternando actuaciones con el equipo de Liga EBA. 
En la temporada 2014/15 firma con el Lucentum Alicante de LEB Plata, logrando promedios cercanos a los 8 puntos y 5 rebotes por encuentro, renovando la siguiente campaña (2015/16) con el club alicantino. 
Comienza la temporada 2016/17 en el Arcos Albacete Basket, pero tras jugar únicamente tres partidos es cortado y seguidamente es fichado por el CB Zamora hasta el final de la temporada. En esta campaña acreditó medias de 7,4 puntos y 6 rebotes por partido. 
En 2017/18 ficha por el CB L'Hospitalet, completando la temporada y contribuyendo a que el equipo alcanzara los Playoffs de ascenso con medias de 8,6 puntos y 4,9 rebotes por partido. 
En agosto de 2018 firma con el Cáceres Patrimonio de la Humanidad para disputar la LEB Oro, completando la temporada 2018/19 con medias de 4,3 puntos y 2,7 rebotes por encuentro.
En julio de 2019 se anunció su fichaje por el CB Tizona, regresando así a la LEB Plata. Con el club burgalés logra el ascenso de categoría contribuyendo con 10.2 puntos y 6.2 rebotes de promedio por partido.
El 11 de agosto de 2020, es renovado por el conjunto burgalés para jugar en Liga LEB Oro durante la temporada 2020-21.
El 29 de noviembre de 2020, llega como cedido al Hozono Global Jairis de la Liga LEB Plata, por el CB Tizona hasta el final de la temporada.
El 2 de julio de 2021, firma por el FC Cartagena CB de la Liga LEB Plata.
El 14 de junio de 2024, firma por el Units Pel Bàsquet Gandía de la Liga LEB Plata.